# Gašper Jurij Melhior Levičnik
Gašper Jurij Melhior Levičnik vitez Glomberg (krajše Gašper Levičnik), slovenski pravnik, * 6. januar 1772, Železniki, † 20. januar 1824, Dunaj, Avstrija.

## Življenje in delo
S petnajstimi leti je prišel v gimnazijo v Ljubljano. Ker ga očim ni hotel pri šolanju več podpirati, se je pridružil potujočim trgovcem in je odšel na Dunaj. Na Dunaju se je vpisal na šolo pri sv. Ani. Preživljal se je največ s poučevanjem. Leta 1798 je bil na Dunaju promoviran za doktorja prava.
V letih 1799 in 1800 je bil na univerzi na Dunaju suplent cerkvenega prava. Leta 1800 je vstopil v odvetniško pisarno rojaka Remica in ga po njegovi smrti leta 1801 nasledil. Leta 1807 je kupil graščinsko posestvo Oberstinkenbrunn. Leta 1817 je na dražbi kupil gospostvo Stollberg. Leta 1814 si je pridobil imenje vas Stetten in gospostvo Königsstetten na Spodnjem Avstrijskem. Od cesarja si je prislužil pohvalo za zgledno ravnanje s podložniki. Poročen je bil s Katarino Lessacher. Imela sta 6 otrok.
Leta 1818 je dobil plemiški naziv vitez Glomberg. Malo pred smrtjo je postal častni meščan Dunajskega Novega mesta (Wiener Neustadt).